# Stux
Der Stux oder Stuxberg ist eine felsige Anhöhe oberhalb von Unkel-Heister, von der aus sich die Aussicht über das Rheintal bei Unkel eröffnet. Er liegt im Naturpark Rhein-Westerwald im nördlichen Rheinland-Pfalz und ist damit Teil des rechtsrheinischen Schiefergebirges. Am Fuß des Stux befindet sich nördlich der Wasserfall Stux direkt an der L252 im Hähnerbachtal, der aus einer Abzweigung des Hähnerbachs entsteht.
Geologisch ist der Stux interessant, da hier gut sichtbar das geschichtete Sedimentgestein in der „Unkeler Falte“ abbricht. Die Sedimentablagerungen eines ehemaligen Ozeans bestehen aus Kalkschiefer in meist horizontaler, teilweise aber auch senkrechter Schichtung und sind ca. 325 Millionen Jahre alt. Sie entstanden bei der Kollision der Kontinente Laurussia und Gondwana.
Heute wird der untere Bereich des Stux zum Weinbau genutzt, teilweise im Terrassenanbau. Der Stux gehört zum Weinbaugebiet Mittelrhein. 
Seit 2005 führt der Fernwanderweg Rheinsteig direkt über den Stux.
Auf seiner Spitze befindet sich ein Radiosendemast des Südwestrundfunks (SWR), auf dem auch Sender diverser Mobilfunk-Netze angebracht sind.